# Plastoquímico
El oficio de plastoquímico es el de aquellos que trabajan con los materiales compuestos, entendiéndose como tales los plásticos (fase continua o matriz) reforzados con fibras (fase discontinua o refuerzo).
El más común es el PRFV o plástico reforzado con fibra de vidrio, siendo el plástico una resina poliéster en la mayoría de los casos. Un ejemplo de piezas de poliéster
La fibra de carbono, al ser mucho más cara, se aplica donde los requerimientos técnicos son mayores, por lo que la resina a utilizar es casi siempre de tipo epoxy, de mejores características, pero también más cara. Este elevado coste sólo se justifica en aeronáutica, astronáutica, coches de carreras como los F1 y barcos de alta competición. Aunque también está muy extendida en la fabricación de cañas de pescar y otros artículos donde la poca cantidad de material es asumible por el alto precio que tales artículos alcanzan en el mercado.
Existen otras fibras, como las aramidas (kevlar), de boro, cerámicas, etc, así como otras resinas, tanto termoplásticas como termoestables, cuya utilización se reduce a plicaciones más específicas, como determinadas piezas dentro de los ámbitos anteriormente citados.
En 2007, el uso de los materiales compuestos o "composites" (anglicismo muy extendido) se encuentra en un amplio ámbito industrial, si bien el término plastoquímico parece circunscribirse en el entorno aeronáutico y similares, como la fabricación de palas eólicas, y no es tan frecuente en el mundo náutico, pues aunque la mayoría de las embarcaciones se realizan en vidrio-poliéster, vidrio-viniléster o vidrio-epoxy, los que las fabrican han preferido heredar la definición de astillero para su profesión, aunque muchos no hayan visto nunca una astilla de madera en su taller.
España es líder mundial en materiales compuestos, con varias factorías aeronáuticas como EADS y Airbus y eólicas como Gamesa y LM Glasfiber, siendo en las primeras donde se concentran las más avanzadas tecnologías y donde alcanzan la más alta cualificación los plastoquímicos. Sin embargo, esta tecnificación va en detrimento del carácter artesano que en origen tenía el oficio, evolucionando hacia el operario de complejas y costosas máquinas de posicionamiento de capas de fibra mediante procesos robotizados.
Actualmente, el oficio se encuentra en auge, debido al aumento del número de aerogeneradores y al imparable crecimiento del parque aeronáutico, al que se suma el hecho de que cada vez los aviones se fabrican con mayor porcentaje de materiales compuestos respecto a los tradicionales metálicos.
- Datos: Q5655259